# Nullarborica
Nullarborica is een geslacht van kevers uit de familie  
kniptorren (Elateridae).
Het geslacht is voor het eerst wetenschappelijk beschreven in 1911 door Blackburn.

## Soorten
Het geslacht omvat de volgende soort:
- Nullarborica concinna Blackburn, 1911